# Meliphaga
Meliphaga es un género de aves paseriformes perteneciente a la familia Meliphagidae. Sus miembros, denominados comúnmente mieleros, son pájaros nativos de Australasia.
El nombre del género significa «comedora de miel», por la combinación de las palabras griegas μέλι (meli, «miel») y φάγος (phagos, que significa «que come», en referencia a los hábitos nectarívoros de los mieleros.

## Especies
El género contiene 15 especies:
- Meliphaga albilineata - mielero listado;
- Meliphaga albonotata - mielero matorralero;
- Meliphaga analoga - mielero imitador;
- Meliphaga aruensis - mielero de las Aru;
- Meliphaga cinereifrons - mielero elegante;
- Meliphaga flavirictus - mielero sonriente;
- Meliphaga fordiana - mielero de Kimberley;
- Meliphaga gracilis - mielero grácil;
- Meliphaga lewinii - mielero de Lewin;
- Meliphaga mimikae - mielero del Mimika;
- Meliphaga montana - mielero montano;
- Meliphaga notata - mielero marcado;
- Meliphaga orientalis - mielero montesino;
- Meliphaga reticulata - mielero reticulado;
- Meliphaga vicina - mielero de la Tagula.